# Turck
A Turck é uma das principais fabricantes de automação industrial. Com mais de 4 mil funcionários em 30 subsidiárias e vendas em mais de 60 países,  a empresa familiar oferece soluções para automação de fábrica e de processos. A Turck fabrica uma variedade de produtos para automação, incluindo sensor, redes uindustriais, interface e uma ampla linha de conectividade, tanto modelos padrões quanto modelos personalizados, além de IHMs (interfaces homem-máquina) e sistemas (RFID).

## Organização
O Grupo Turck é constituído principalmente pelas duas empresas: a Hans Turck GmbH & Co. KG, localizada em Mülheim an der Ruhr, na Alemanha, responsável pela operação do marketing e vendas, e a Werner Turck GmbH & Co. KG em Halver, também na Alemanha, que é responsável pela área de pesquisa e desenvolvimento. O atual diretor administrativo da Hans Turck GmbH & Co. KG é Christian Wolf, neto do co-fundador da empresa, Hans Turck.
As subsidiárias alemãs são a Turck Mechatec GmbH em Mülheim (produção e venda de painéis de controle e produtos de conectividade), a Turck Duotec GmbH, em Halver e Beierfeld (desenvolvimento e produção de dispositivos eletrônicos).
Além dos três locais na Alemanha, o Grupo Turck incorpora um total de 30 subsidiárias independentes. Entre as maiores subsidiárias estão a Turck Inc. em Minneapolis, nos Estados Unidos, a Turck Tianjin Sensor Co. Ltd. na China, a Turck Industrial Automation, localizada em Saltillo, no México, além de empresas na Suíça.

## História
No início da década de 1960, os irmãos Hans e Werner Turck fundaram a empresa, começando com dois funcionários, um capital inicial de 20.000 Marco alemão e a ideia de automatizar processos de fabricação por meio de componentes eletrônicos. Pouco depois, o sócio Hermann Hermes se juntou à jovem empresa.
A orientação internacional inicial da Turck remonta a 1975, que foi marcada pela fundação da Turck Inc. em Minneapolis, EUA. Em 1989, a Turck assumiu uma fábrica de instrumentos de medição com sede em Beierfeld, na Alemanha e, assim, entrou nos mercados do leste europeu. Em 1995, uma filial de vendas e produção foi fundada em Tianjin, na China, para o mercado asiático.

## Produtos
O portfólio de automação da Turck é composto por mais de 15 mil produtos, incluindo sensores, interfaces e uma ampla quantidade de modelos referentes à conectividade. Nesse portfólio há também produtos únicos, como I/Os remotas ou cabos de desconexão rápida para fabricantes de máquinas ou clientes finais. (RFID), processamento de imagens por sensores, identificação por radiofrequência (RFID), ou aplicações Pick-to-Light.

## Links
- Matriz Alemã: http://www.turck.de
- Turck USA: http://www.turck.us
- Turck do Brasil: http://www.turck.com.br/